# Studentkåren StuFF vid Linköpings universitet
Studentkåren för utbildningsvetenskap och Filosofisk fakultet vid Linköpings universitet, StuFF, företräder drygt 18 000 studenter inom humaniora, sociologi och beteendevetenskap, systemvetenskap, företagsekonomi och handelsrätt samt vissa områden av tematiska naturvetenskaper. Verksamheten bedrivs vid Campus Valla (Linköping) och Campus Norrköping. Nuvarande kårordförande är Ellen Ivarius Andersson.

## Organisation
StuFF leds av fullmäktige, vars medlemmar väljs årligen i listval. Fullmäktige utser styrelse, ett knappt tiotal heltidsarvoderade medlemmar. StuFF äger Kårservice tillsammans med Consensus – Medicinska fakultetens studentkår och LinTek – Linköpings teknologers studentkår. Kårservices huvuduppdrag gäller förvaltning av kårhusen Kårallen, KårHusEtt, Örat, Kollektivet, HG (Ryds herrgård i Linköping) samt Trappan (Norrköping).

### Logotyp och kårband
- Logotypen för StuFF tar upp en krans som påminner om SUL:s logotyp men med grön färg och alla blad åt samma håll, samt "StuFF" i svart text på vitt som LUSIL:s logotyp. Vinnande bidraget i logotyptävlingen ritades av slöjdlärarstudenten, sedermera rektor i Uppsala kommun, Henrik Ljungblom.
- Kårbandet för StuFF återspeglar förhållandena i StuFF:s logotyp.

## Historik
Hösten 1994 stod Lärarutbildningens studentkår i Linköping och Norrköping (LUSIL) utan vald styrelse och utan heltidsarvoderad kårordförande. Olika lösningar diskuterades och en var att gå samman med Studentkåren vid Universitetet i Linköping (SUL) vid årsskiftet 1994/95 till en enad studenkår för den organisatoriskt något splittrade filosofiska fakulteten, som saknade en gemensam nämnd för fakultetsfrågor och istället hade två parallella nämnder, en fakultetsnämnd för lärarutbildning och pedagogisk forskning (FLP) och en fakultetsnämnd för humaniora-samhällsvetenskap (FHS) samt en nämnd för TEMA. Tiden att lösa organisatoriska och kulturella skillnader bedömdes dock för kort och kårsammanslagningen skedde istället vid samma tidpunkt som den filosofiska fakultetens nya organisation trädde i kraft. Dessutom kunde en student (Jonas Arnell) rekryteras som heltidsarvoderad för våren, sedan han tagit examen vid jul. 
En av de första åtgärderna var att lämna det s.k. Rosa huset på Östgötagatan 12 och hyra in kårexpeditionen i Kårallen, på det campus där huvuddelen av lärarstudenterna fanns, först med sikte på en sammanslagning 1 juli 1995. Under våren 1995 ledde de nära kontakterna med de andra studentkårerna till en återuppbyggnad och framflyttning av sammanslagningen för att kunna göra den på lika villkor. Våren 1996 beslutades att slå samman kårerna den 1 juli 1996. Namnet blev Studentkåren vid Filosofiska Fakulteten – Linköpings universitet (StuFF). Namnet har sedan dess ändrats för att återspegla universitetets organisation.

## Hedersmedlemmar av StuFF och dess föregångare LUSIL och SUL
- 2021 - Roger Lif (förste kårordförande StuFF), Eva Norell, (sista kårordförande SUL), Jonas Arnell-Szurkos (siste kårordförande LUSIL) i samband med StuFFs 25-årsjubileum[3]
- 2019 - Ann Holmlid (biträdande universitetsdirektör vid Linköpings universitet t.o.m. 2019, kårordförande SUL under tidigt 90-tal)
- 2016 - Mia Hammarström (Kårexpeditionen)
- 2013 - Mats Arwidsson (biträdande universitetsdirektör vid Linköpings universitet)
- 2010 - Åke Wastesson (Koordinator för Lika Villkor på Linköpings universitet)
- 2010 - Christer Carlsson (studiesocial kontaktperson vid Studenthälsan på Linköpings universitet)

### LUSIL
- 1996 - Sven G. Hartman (prodekan för Filosofiska fakulteten, ordförande för Utbildningsnämnden för lärarutbildning samt biträdande professor)[4]

### SUL
- 1995 - Mats Arwidson (kanslidirektör vid Linköpings universitet)[5]
- 19?? - Christer Knuthammar (universitetsbibliotekarie vid Linköpings universitet)[5]
- 19?? - Monica Ungerholm (utbildningsledare i filosofiska fakulteten vid Linköpings universitet)[5][6]